# Jorman Campuzano
Jorman Campuzano, né le 30 avril 1996 à Tamalameque en Colombie, est un footballeur international colombien qui évolue au poste de milieu défensif à l'Atlético Nacional.

## Biographie

### Débuts en Colombie
Natif de Tamalameque en Colombie, Jorman Campuzano est formé par le Deportivo Pereira. C'est avec ce club qu'il fait ses débuts en professionnel, en 2015.
Le 1er janvier 2018, il est prêté à l'Atlético Nacional. Il joue son premier match sous ses nouvelles couleurs le 1er février 2018, face au Millonarios FC. Il est titulaire ce jour-là, et les deux équipes se séparent sur un score nul et vierge de 0-0. Il réalise ses débuts en Copa Libertadores le 28 février de la même année, face aux Chiliens du Colo-Colo. Titulaire lors de cette partie, il se fait remarquer en délivrant la passe décisive sur le seul but du match signé Vladimir Hernández. L'Atlético Nacional s'impose donc par un but à zéro.

### Boca Juniors
Après son prêt à l'Atlético Nacional, Jorman Campuzano est transféré le 10 janvier 2019 à Boca Juniors, l'un des clubs les plus importants d'Argentine, qui débourse environ 3,5 millions d'euros pour recruter le joueur. Il joue son premier match pour Boca le 28 janvier suivant, lors d'un match de Primera División face au Newell's Old Boys (1-1). Sous les ordres de l'entraîneur Miguel Ángel Russo, Campuzano parvient à s'imposer dans l'équipe.
Le 15 mars 2020, Campuzano inscrit son premier but face au CD Godoy Cruz. Il entre en jeu à la place d'Eduardo Salvio et son équipe s'impose par quatre buts à un ce jour-là.

### En équipe nationale
Jorman Campuzano honore sa première sélection avec l'équipe nationale de Colombie le 8 septembre 2018, face au Venezuela. Il entre en jeu en cours de partie ce jour-là, et son équipe l'emporte sur le score de deux buts à un. Il ne connaît sa deuxième sélection qu'un an plus tard, le 10 septembre 2019, à nouveau face au Venezuela (0-0).

## Palmarès
Boca Juniors
- Champion d'Argentine
  - 2020.